# Herbert G. Miltenburger
Herbert Georg Miltenburger (* 7. Juni 1930 in Worms; † 20. Februar 2021 in Darmstadt) war ein deutscher Biologe und Professor an der TH Darmstadt.

## Leben
Nach dem Abitur 1950 in Worms studierte er von 1950 bis 1956 Biologie und Chemie in Darmstadt (1957 Diplom-Biologe). Nach der Promotion 1958 zum Dr. rer. nat. an der TH Darmstadt war er von 1960 bis 1962 Leiter der Qualitätskontrolle der Firma Pfizer GmbH. Nach der Habilitation 1967 für Zoologie an der TH Karlsruhe war er von 1972 bis 1992 Professor für Zoologie und Strahlenbiologie an der TH Darmstadt. 
1986 gründete Miltenburger die CCR GmbH, ein Institut für Auftragsforschung für gentoxikologische, zytotoxikologische und umwelttoxikologische Untersuchungen zu Induktionen von DNA-, Chromosomen- und Zellteilungsschädigungen und Mutationen durch Chemikalien, Pharmaka und Umweltsubstanzen. Von 1992 bis 2000 war er als wissenschaftlicher Direktor der CCR GmbH tätig.
Miltenburger war Mitglied der Akademie der Wissenschaften und der Literatur sowie Ehrenmitglied der European Society for Animal Cell Technology (1985), der Gesellschaft für Zell- und Gewebezüchtung (1995) und der Gesellschaft für Umwelt-Mutationsforschung (2000).

## Schriften (Auswahl)
- Über die Beeinflussung UV-induzierter Mutationsraten durch Formaldehyd in zwei Genen von Neurosporacrassa. 1958.
- Inaktivierung von Neurosporakonidien durch Röntgenstrahlen unter verschiedenen Bedingungen. 1961.
- mit Albrecht Poth und Anne Timm: Lokale Genotoxizität des Formaldehyd. Wirtschaftsverlag NW, Verlag für Neue Wissenschaft, Bremerhaven 1991, ISBN 3-89429-125-7.
- mit Stefan Rettig und Jürgen Lehn: A statistical analysis of HGPRT test data by means of computer simulations. Darmstadt 1991.